# Inge de Bruijn
Pour les articles homonymes, voir De Bruijn.
Inge de Bruijn, née le 24 août 1973 à Barendrecht, est une nageuse néerlandaise.

## Biographie
Débutant aux championnats d'Europe de 1991, où elle remporte un titre en relais et 3 autres médailles, elle remporte une médaille de bronze aux championnats du monde se déroulant la même année, toujours en relais.
Elle dispute à Barcelone ses premiers Jeux olympiques d'été, finissant finaliste du 100 m et 4 × 100 m nage libre. Démotivée, elle ne participe pas aux Jeux d'Atlanta. 
Elle revient à son meilleur niveau en 1999, devenant championne d'Europe du 50 m nage libre et du 100 m papillon, et obtenant une médaille d'argent sur 100 m nage libre.
2000 est sa grande année : elle devient triple championne olympique lors des  Jeux de Sydney, sur 50 m  et 100 m nage libre, ainsi que sur 100 m papillon, mais aussi médaille d'argent en relais 4 × 100 m nage libre. À ces médailles s'ajoutent 3 records du monde. Le début de saison avait déjà été prometteur avec plusieurs records du monde.
Elle confirme cet élan l'année suivante aux championnats du monde, obtenant 3 nouvelles médailles d'or. Lors des championnats du monde suivants, en 2003 à Barcelone, elle obtient les 2 titres sur 50 m, nage libre et papillon. 
Lors des Jeux d'Athènes, à plus de 30 ans, elle continue sa récolte de médailles, avec un nouveau titre olympique sur 50 m nage libre, accompagné par 2 médailles de bronze sur 100 m papillon et sur relais.
La nageuse néerlandaise annonce sa retraite sportive le 12 mars 2007 à l'âge de 33 ans.
Son frère, Matthijs de Bruijn, est joueur international de water-polo.

## Palmarès

### Jeux olympiques d'été
- Jeux olympiques d'été de 2004 à Athènes  Grèce
  -  Médaille d'or sur 50 m nage libre (24 s 58)
  -  Médaille d'argent sur 100 m nage libre (54 s 16)
  -  Médaille de bronze sur 100 m papillon (57 s 99)
  -  Médaille de bronze au relais 4 × 100 m nage libre (3 min 37 s 59)
- Jeux olympiques d'été de 2000 à Sydney  Australie
  -  Médaille d'or sur 50 m nage libre (24 s 32 RM)
  -  Médaille d'or sur 100 m nage libre (53 s 83)
  -  Médaille d'or sur 100 m papillon (56 s 61 RM)
  -  Médaille d'argent au relais 4 × 100 m nage libre (3 min 39 s 83)

### Championnats du monde de natation
- Championnats du monde de natation 2003 à Barcelone  Espagne
  -  Médaille d'or sur 50 m nage libre (24 s 47)
  -  Médaille d'or sur 50 m papillon (25 s 84)
- Championnats du monde de natation 2001 à Fukuoka  Japon
  -  Médaille d'or sur 50 m nage libre (24 s 47)
  -  Médaille d'or sur 100 m nage libre (54 s 18)
  -  Médaille d'or sur 50 m papillon (25 s 90)
- Championnats du monde de natation 1991 à Perth  Australie
  -  Médaille de bronze au relais 4 × 100 m nage libre (3 min 45 s 05)
- Championnats du monde de natation 1999 petit bassin à Hong Kong  Chine
  -  Médaille d'or sur 50 m nage libre (24 s 35)
  -  Médaille d'argent au relais 4 × 100 m nage libre (3 min 39 s 40)
  -  Médaille de bronze sur 50 m papillon (26 s 41)

### Championnats d'Europe

#### En grand bassin
- Championnats d'Europe 1991 à Athènes ( Grèce) :
  -  Médaille d'or au relais 4 × 100 m nage libre (3 min 45 s 36) ;
  -  Médaille d'argent sur 100 m papillon (1 min 1 s 64) ;
  -  Médaille de bronze sur 50 m nage libre (25 s 91) ;
  -  Médaille de bronze au relais 4 × 100 m 4 nages (4 min 14 s 03).
- Championnats d'Europe 1993 à Sheffield ( Angleterre) :
  -  Médaille de bronze sur 50 m nage libre (25 s 86).
- Championnats d'Europe 1999 à Istanbul ( Turquie) :
  -  Médaille d'or sur 50 m nage libre (24 s 99) ;
  -  Médaille d'or sur 100 m papillon (58 s 49) ;
  -  Médaille d'argent sur 100 m nage libre (55 s 24).

#### En petit bassin
- Championnats d'Europe 1991 à Gelsenkirchen ( Allemagne) :
  -  Médaille d'or sur 50 m papillon (27 s 25).
- Championnats d'Europe 1992 à Espoo ( Finlande) :
  -  Médaille d'argent sur 50 m papillon (27 s 57).
- Championnats d'Europe 1998 à Sheffield ( Angleterre) :
  -  Médaille d'or sur 50 m nage libre (24 s 41) ;
  -  Médaille d'or sur 50 m papillon (26 s 09) ;
  -  Médaille d'argent au relais 4 × 50 m nage libre ;
  -  Médaille de bronze sur 100 m papillon (58 s 39) ;
  -  Médaille de bronze au relais 4 × 50 m 4 nages.
- Championnats d'Europe 2001 à Anvers ( Belgique) :
  -  Médaille d'or sur 50 m nage libre (23 s 89) ;
  -  Médaille d'or sur 100 m nage libre (52 s 65) ;
  -  Médaille d'argent au relais 4 × 50 m nage libre (1 min 39 s 02) ;
  -  Médaille de bronze au relais 4 × 50 m 4 nages (1 min 50 s 00).

## Records
- 50 m nage libre Record du Monde en 24 s 13 le 22/09/2000 à Sydney  Australie
- 100 m papillon Record du Monde en 56 s 61 le 17/09/2000 à Sydney  Australie